# ウィノナ

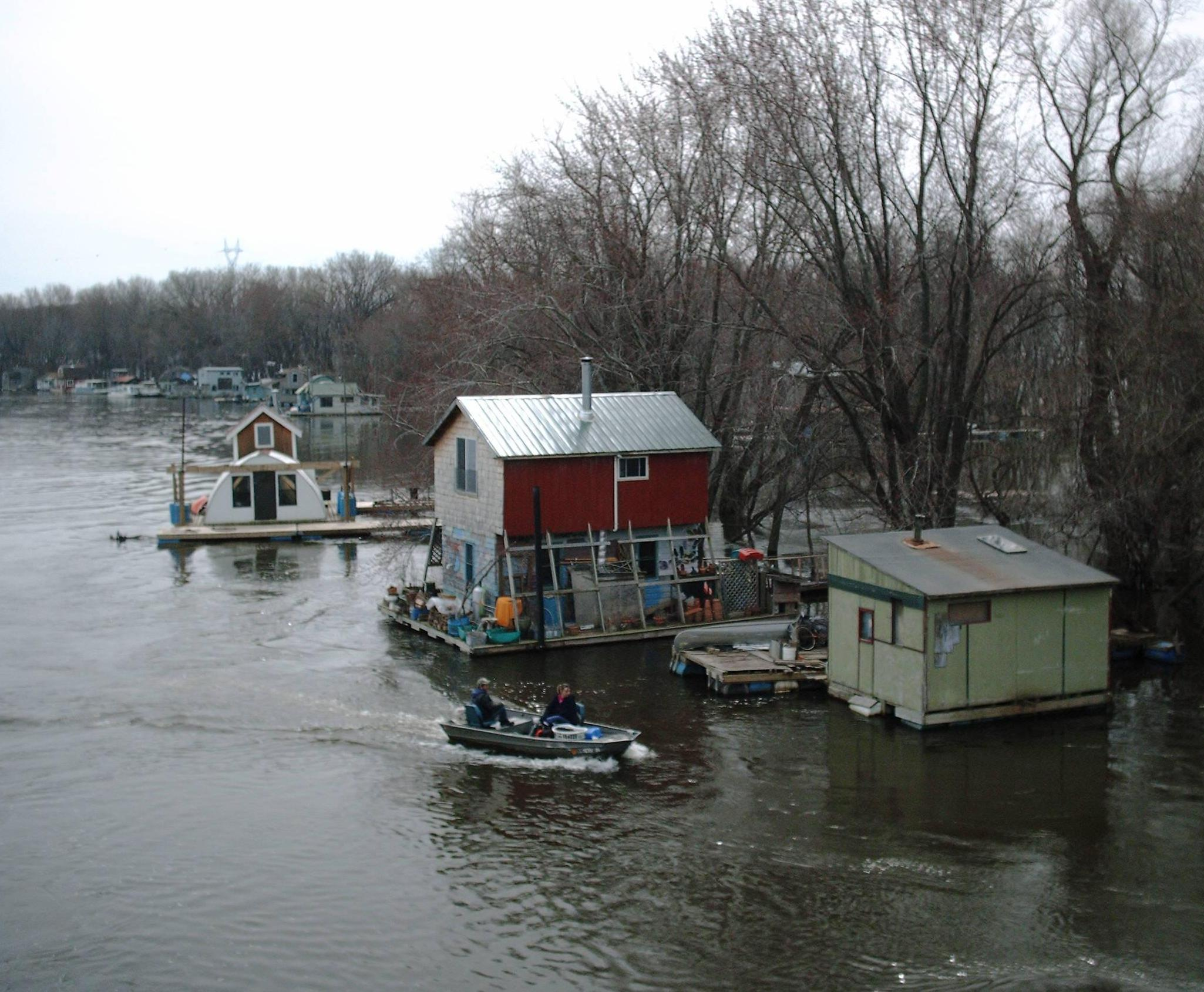
ミシシッピ川に浮かぶハウスボート

ウィノナ（Winona）は、アメリカ合衆国ミネソタ州南東部の都市。ウィノナ郡の郡庁所在地である。人口は2万5948人（2020年時点）。ミシシッピ川に面し、同河川に浮かぶハウスボート群が有名である。ウィノナ州立大学が立地する学園都市。女優ウィノナ・ライダーの出生地としても知られる。
ウィノナは2003年から2004年の四半期に、水道代を支払わなかった住人の名前を地方紙上で公表したことでメディアの注目を集めた。毎年「蒸気船の日」を祝う式典が夏に開催される。

## 地理
アメリカ合衆国統計局によると、ウィノナ市は総面積61.0km²（23.6mi²）である。このうち47.2km²（18.2mi²）が陸地で13.8km²（5.3mi²） が水域である。総面積の22.62%が水域となっている。
ロチェスターの東70キロメートルに位置している。

## 教育

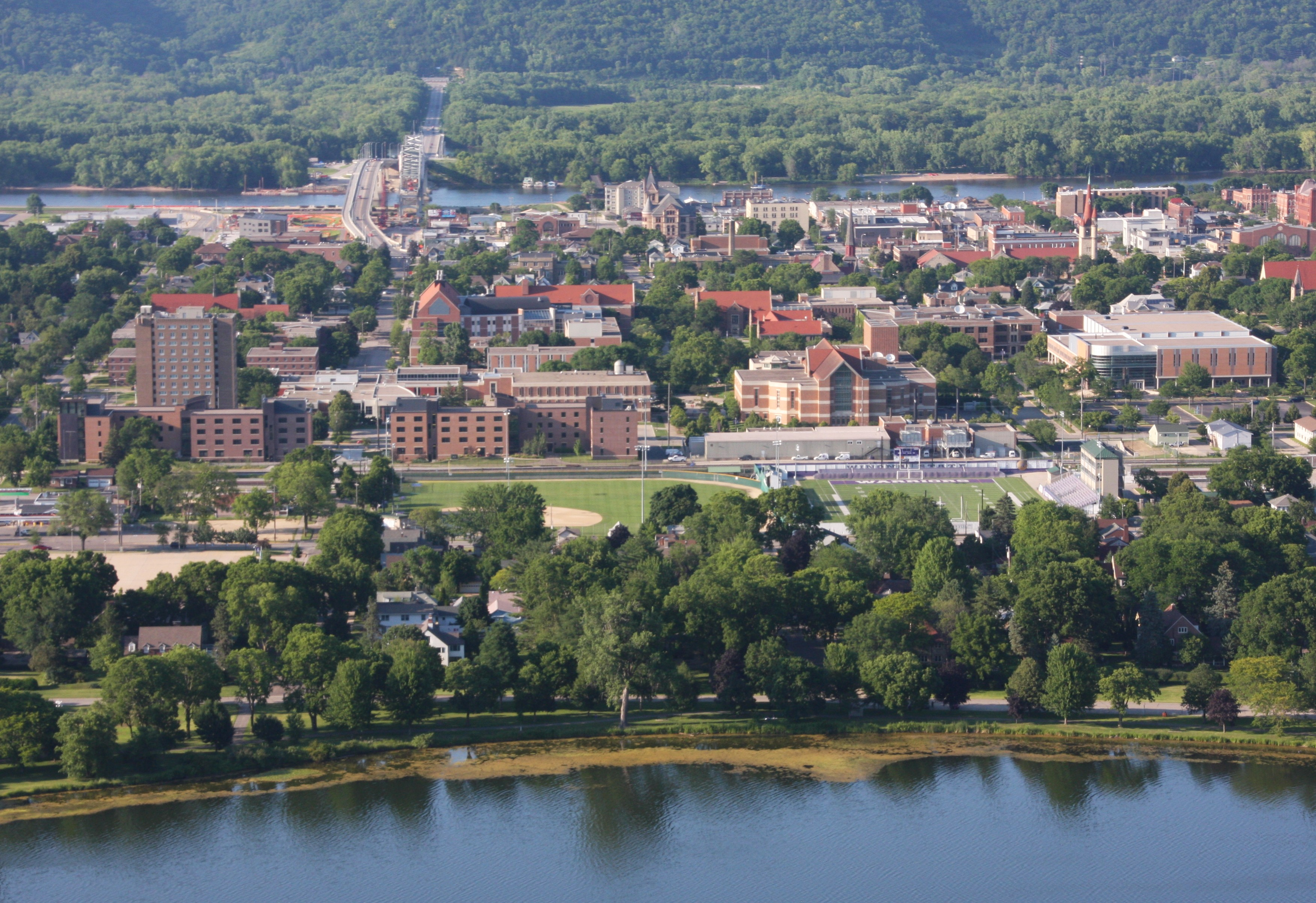
ウィノナ州立大学

### 単科及び総合大学
- ウィノナ州立大学
- セント・メアリー大学ミネソタ校
- ミネソタ州立サウスイーストテクニカル大学ウィノナ校

### 高等学校
- カーター高校
- ウィノナシニアハイスクール

## 交通

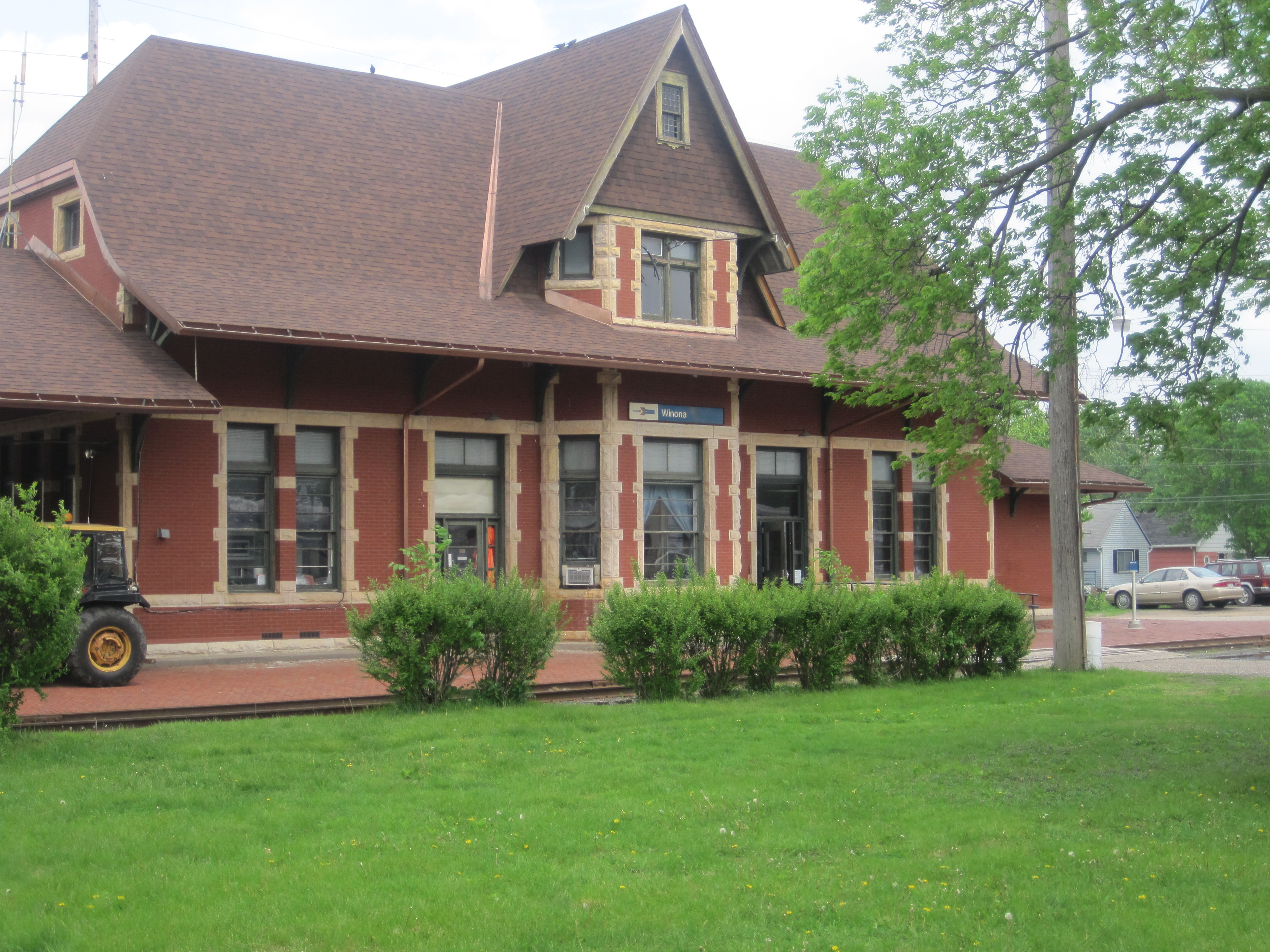
ウィノナ駅

- ウィノナ駅：アムトラックの列車が停車する。

## 人口動静
以下は2000年の国勢調査における人口統計データである。
基礎データ
- 人口: 27,069人
- 世帯数: 10,301世帯
- 家族数: 5,325家族
- 人口密度: 573.3人/km²（1,485.0人/mi²）
- 住居数: 10,666軒
- 住居密度: 225.9軒/km²（585.1軒/mi²）

人種別人口構成
- 白人: 94.47%
- アフリカン・アメリカン: 1.13%
- ネイティブ・アメリカン: 0.23%
- アジア人: 2.65%
- 太平洋諸島系: 0.01%
- その他の人種: 0.47%
- 混血: 1.03%
- ヒスパニック・ラテン系: 1.35%

年齢別人口構成
- 18歳未満: 18.0%
- 18-24歳: 27.5%
- 25-44歳: 22.2%
- 45-64歳: 18.0%
- 65歳以上: 14.2%
- 年齢の中央値: 29歳
- 性比（女性100人あたり男性の人口）
  - 総人口: 88.7
  - 18歳以上: 85.1

収入と家計
- 収入の中央値
  - 世帯: 32,845米ドル
  - 家族: 48,413米ドル
  - 性別
    - 男性: 31,047米ドル
    - 女性: 23,302米ドル
- 人口1人あたり収入: 16,783米ドル
- 貧困線以下
  - 対人口: 17.3%
  - 対家族数: 6.5%
  - 18歳未満: 11.5%
  - 65歳以上: 10.7%

## 姉妹都市
- ポーランド ビトゥフ
- 日本・宮城県遠田郡美里町 - もともとは、旧小牛田町がウィノナの姉妹都市であった。